# Sarki partfutó
A sarki partfutó (Calidris canutus) a madarak (Aves) osztályának lilealakúak (Charadriiformes) rendjébe, ezen belül a szalonkafélék (Scolopacidae) családjába tartozó faj.
Nemének a típusfaja.

## Rendszerezése
A fajt Carl von Linné svéd természettudós, orvos és botanikus írta le 1758-ban, a Tringa  nembe Tringa Canutus néven.

## Alfajai
- Calidris canutus canutus (Linnaeus, 1758)
- Calidris canutus islandica (Linnaeus, 1767)
- Calidris canutus piersmai Tomkovich, 2001
- Calidris canutus rogersi (Mathews, 1913)
- Calidris canutus roselaari Tomkovich, 1990
- Calidris canutus rufa (A. Wilson, 1813)[2]

## Előfordulása
Alaszkán, Izlandon, Észak-Európában és Oroszország északkeleti részén fészkel. A mocsaras környéket kedveli, de a tengerparton is megtalálható. Magyarországon alkalmi vendég, tavasszal és ősszel.

## Megjelenése
Átlagos testhossza 23–25 centiméter, szárnyfesztávolsága 57–61 centiméteres, testtömege 110–160 gramm. 
Háta szürke, pikkelyes mintázattal, hasa világos. A hímek alsó fele a nászidőszakban vörös.
|  |

## Életmódja
Rovarokat, férgeket, szúnyoglárvákat, rákokat és csigákat keresgél a vízparton.

## Szaporodása

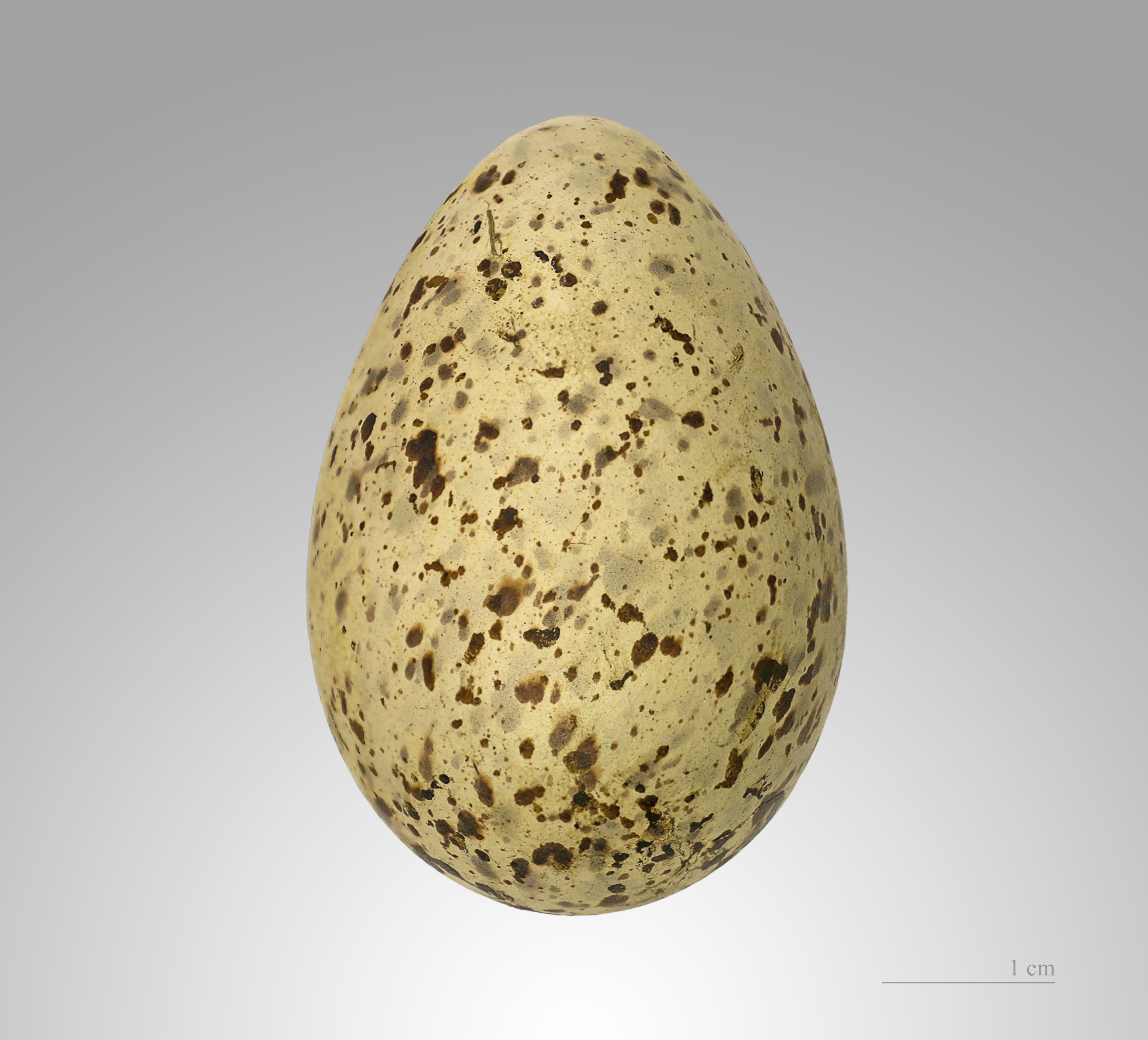
Calidris canutus

A hím a levegőben csapkodva udvarol a tojónak. Fészkét a száraz tundrán mélyedésbe rakja. Fészekalja 3–4  kb. 40 milliméteres tojásból áll, melyeken 21-22 napig kotlik.

## Védettség
Magyarországon védett, természetvédelmi értéke 25 000 forint. 1980-ban még több millió sarki partfutó élt, amely napjainkra mintegy 250 000 egyedből álló létszámra csökkent. A partfutók életben maradási esélyeit jelentősen rontja, hogy a globális felmelegedés hatására az általuk fogyasztott puhatestűek korábban kelnek ki, mint, a sarki partfutók fiókái a tojásból és a frissen kikelt egyedeknek kisebbé vált a csőre, amely miatt étrendjük megváltozott. Míg korábban a táplálóbb Loripes nevű puhatestűeket fogyasztották, addig napjainkban a kevésbé tápláló Dosinia, illetve a tengeri füvet (Zostera) kénytelenek fogyasztani.